# Разрывая семейные узы
«Разрывая семейные узы» (англ. Breaking Home Ties) — картина американского иллюстратора Нормана Роквелла, написанная для обложки журнала The Saturday Evening Post за 25 сентября 1954 года. Картина изображает отца и сына в ожидании поезда, который отвезёт молодого человека в университет штата. Картина, по мнению экспертов, является одним из шедевров Роквелла, а также одной из наиболее часто воспроизводимых. Она была признана вторым по популярности изображением за всю историю журнала (после «Застольной молитвы»).

## Описание
Детали картины, как и в большинстве работ Роквелла, слагаются в историю. В данном случае они показывают конец одной истории и начало другой: юноша из Нью-Мексико впервые уезжает из дома в университет. Молодой человек и его отец сидят на подножке грузовика, принадлежащего их семейной ферме. Билет, торчащий из кармана сына, и рельс в правом нижнем углу картины подсказывают, что они находятся на полустанке в ожидании поезда.
Книги сына сложены на новом чемодане, наклейка на котором «У… штата», очевидно, означает «Университет штата…». Его галстук идеально сочетается с носками, а белые брюки — с пиджаком. Он готов к новой жизни в колледже. Обувь молодого человека начищена до блеска, он сидит, сложив руки, собака положила голову ему на колени. Как писали Роквеллу его читатели, «если отец не может показать, как он тоскует по случаю отъезда сына, то собака может». Нетерпеливый взгляд юноши устремлён вдаль, он предвкушает начало новой главы в его жизни.
В отличие от сына, отец сидит с поникшей головой, с силой сжимая в руках шляпу сына, будто не желая его отпускать. Он смотрит в противоположную сторону. Из нагрудного кармана рубашки свисает ярлычок от сигарет «Бык Дарем». Багаж его сына разгружен, всё, что отцу осталось сделать — это подать поезду сигнал остановки. Для этого на сильно потрепанном багажном ящике (возле его правой руки) приготовлен сигнальный красный флаг и фонарь. Судя по позе отца, он с сожалением смотрит туда, откуда с минуты на минуту прибудет поезд. Поезд, который увезёт его сына.

## История
Картина выставлялась во многих местах на протяжении многих лет, в том числе в Галерее искусств Коркоран в Вашингтоне в 1955 году, и в Москве и Каире в 1964 году. Она послужила вдохновением для одноимённого телефильма (1987) с участием Джейсона Робардса и Дага Маккеона в роли отца и сына.
В 2003 году картина была выставлена в Музее Нормана Роквелла для первого за 25 лет публичного показа. Несмотря на замеченные некоторыми экспертами расхождения между выставленной картиной и её изображением на обложке The Saturday Evening Post картина считалась оригиналом.

### Обнаружение оригинала
В 1962 году картина была приобретена за 900 долларов США карикатуристом Доном Трахтом, другом Роквелла, и была в его собственности до смерти в мае 2005 года. В марте 2006 года двое его сыновей нашли тайник в доме Трахта, в котором хранилось несколько картин, в том числе «Разрывая семейные узы». Дальнейшее расследование показало, что Трахт создал копии нескольких принадлежащих ему картин и в тайне от семьи сохранил их оригиналы. Таким образом, выставленная в 2003 году в Музее Нормана Роквелла картина «Разрывая семейные узы» фактически оказалась копией. Какое-то время в музее выставлялись и копия, и оригинал.

### Продажа 2006 года
29 ноября 2006 картину продали на аукционе «Сотбис» за 15,4 миллиона долларов, что на тот момент было рекордной суммой, уплаченной за работу Роквелла. Покупатель или покупатели предпочли остаться неизвестными.